# Dinamarca no Festival Eurovisão da Canção 2014
Basim é um Cantor  que irá representar a Dinamarca no Festival Eurovisão da Canção 2014, em Copenhaguem, Dinamarca, com sua canção "Cliché Love Song" , este ano é anfitrião.

## Final Nacional
| Ordem | Artista                            | Música             | S. Fenger | Chief1 | C. Jones | J. de Mylius | Cutfather | SMS Votação | Total | Lugar |
| ----- | ---------------------------------- | ------------------ | --------- | ------ | -------- | ------------ | --------- | ----------- | ----- | ----- |
| 2     | Rebekka Thornbech                  | "Your Lies"        | 2         | 2      | 2        | 1            | 1         | 7           | 15    | 2     |
| 8     | Basim                              | "Cliche Love Song" | 3         | 3      | 3        | 3            | 3         | 15          | 30    | 1     |
| 10    | Michael Rune feat. Natascha Bessez | "Wanna Be Loved"   | 1         | 1      | 1        | 2            | 2         | 8           | 15    | 2     |